# Hebung (Geologie)
Hebung ist in den Geowissenschaften eine Vertikalbewegung im Zusammenhang mit endogenen Kräften des Erdkörpers – etwa bei der Gebirgsbildung – und geht auf unterirdische Bewegungen wie Mantelkonvektion und Vulkanismus oder auf Keilwirkungen zurück sowie auf Isostasie, den Kräfteausgleich der Landmassen über dem flüssigen Erdmantel.
Hebe- und Senkeffekte sind Teil des Bradyseismos, der langsamen Erdbewegung.

## Ursachen
Die Geodynamik kennt verschiedene Ursachen für Hebung bzw. entsprechende Senkungen:
- im Rahmen der Plattentektonik, durch Überschiebung oder Unterschiebung/Subduktion
- durch Querkräfte in Zusammenhang mit Faltung während der Entstehung von Faltengebirgen
- Postglaziale Landhebung als Spätfolge der Vergletscherung des Holozän
- Hebungen über sich füllenden Magmakammern, auch entsprechende Senkungen nach deren Entleerung nach einer Eruption
- Spontanhebungen und -senkungen nach Erdbeben
- großregionale Hebungen über Plumes im Erdinneren
- lokale Bewegungen durch quellfähige Gesteine im Untergrund wie Quelltone oder  auch Anhydrite bei der Umwandlung in Gips
- lokale oder regionale Bewegungen durch Braunkohletagebau oder Bergbau, zum Beispiel Steinkohlenbergbau.

## Folgen

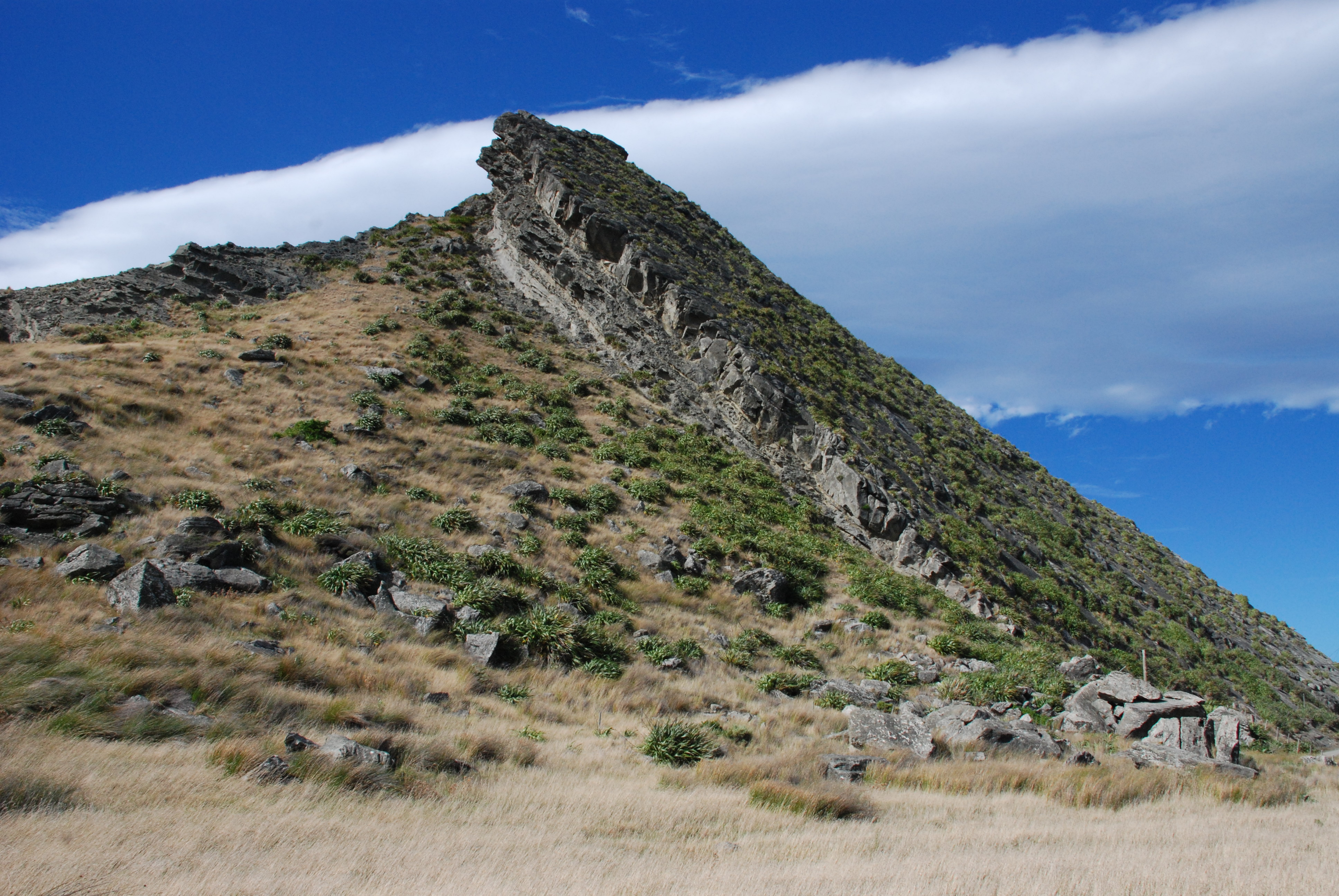
Beispiel einer erdbebenbedingten Hebung: Kupe’s Sail in der Nähe von Cape Palliser, Neuseeland

Das Wachstum der Alpen, wie auch anderer junger Faltengebirge der alpidischen Bildungsphase etwa setzt sich aus Effekten der Postglazialhebung, der ihr zugrundeliegenden Faltung und der entgegenwirkenden Erosion zusammen. Insgesamt ergibt sich eine durchschnittliche Hebung von einem bis zwei Zentimetern je Jahrhundert mit lokalen Schwankungen. Die Hänge der Alpen sind dadurch permanent an der Grenze zu einer instabilen Steilheit. In Zusammenhang mit dem Aufsteigen der Permafrostgrenze ist dieser Effekt für Bergsturz in den Alpen verantwortlich und für die Auszeichnung von Gefahrenzonen in der Gefahrenkartierung für Siedlungsbereiche von Bedeutung. In den aktivsten Phasen der Gebirgsbildung liegen die Hebungen vermutlich im Bereich etlicher Millimeter pro Jahr.
Die spontanen Hebungen und Senkungen nach schweren Erdbeben führen zu großräumigen Verwerfungen der Gesteinsschichten. Diese erreichen die weitaus höchsten Geschwindigkeiten, etliche Meter in wenigen Sekunden. Besonders verheerende Wirkungen zeigen diese Erdbewegungen in Tiefseebereichen, wo sie durch die Wasserverdrängung bei großflächigen Hebungen große Energiemengen übertragen und die Ursache für Tsunamis darstellen. Das Ereignis vom 26. Dezember 2004 wurde durch ein Kippen einer Bruchscholle mit Hebungen von bis zu einem Dutzend Metern verursacht.
In den Phlegräischen Feldern am Vesuv senkte sich die Küstenlinie acht Meter in den letzten 2000 Jahren, zahlreiche römische Paläste und Villen, wie auch antike Hafenanlagen liegen hier unter dem heutigen Meeresspiegel. Neben bekannten, überlieferten Beispielen wurde das Ausmaß von Hebungsbewegungen in geschichtlicher Zeit erst in den letzten Jahrzehnten erkannt und hat die Unterwasserarchäologie zu einem wichtigen Forschungsbereich gemacht. Zu ihren bedeutenderen Erfolgen gehört die Entdeckung des antiken Herakleion in Ägypten inklusive der mutmaßlichen Fundamente des Pharos von Alexandria 2000/2001, die heute knapp zehn Meter unter dem Meeresspiegel liegen. Diese enormen Senkungen sind nur teilweise eine Folge der seitherigen Klimaerwärmung und der Volumenvergrößerung des Wassers, teils aber eine Ausgleichsbewegung zwischen der Alpenhebung und dem – anschließend erläuterten – Afrikaplume, und lassen noch etliche weitere Funde im östlichen Mittelmeerraum erhoffen.
Die Hebung/Senkung des Meeresspiegels, an der die regionale Relativhebung des Meeresbodens zum Normalwasserstand Anteil hat, spielt über das Entstehen und Verschwinden von Landbrücken eine entscheidende Rolle in der Tierwanderung und in der Pflanzenausbreitung.
In Fennoskandinavien betragen Hebungen 1 bis 2 Zentimeter pro Jahr, und ähnliche Größenordnungen werden auch andernorts gemessen. Das ist für den Menschen kaum merklich, die höhere Geodäsie muss aber ihr Referenzmodell, den Geoid, den sich verändernden Geoidundulationen durch dynamische Topografie nachführen.